# Christentum in Namibia
Das Christentum in Namibia ist die mit Abstand verbreitetste Religion. Über 90 % der Bevölkerung Namibias gehören verschiedenen christlichen Kirchen an. Einen besonders hohen Anteil (circa 50 %) der Bevölkerung Namibias stellen die Lutheraner, die sich in drei Kirchen gliedern. Dabei erstreckt sich die ELCIN weitestgehend auf das bevölkerungsreiche Nordnamibia, wobei in Zentral- und Südnamibia sowohl die deutschsprachige DELK und die englisch- bzw. afrikaanssprachigen ELCRN eine größere Präsenz haben.
Viele der Kirchen sind im Namibischen Kirchenrat (CCN) und/oder der Alliance of Christian Churches in Namibia (ACCN) organisiert. In der Christian Coalition of Churches in Namibia (CCCN) sind zudem einzelnen Kirchen zusammengeschlossen.
Für viele Christen in Namibia besitzen traditionelle Religionen oft noch einen relativ hohen Stellenwert.

## Konfessionen
| Konfession                                                                          | Kirche | Mitglieder | Vorsitzender                                               | Hauptkirche (Sitz)                     |
| ----------------------------------------------------------------------------------- | --- | ---------- | ---------------------------------------------------------- | -------------------------------------- |
| Evangelisch-Lutherische Kirchen                                                     | Evangelisch-Lutherische Kirche in Namibia (ELCIN)                                                                        | 853.522    | Gideon Niitenge (Bischof seit Anfang 2025)                 | ? (Ondangwa)                           |
| Evangelisch-Lutherische Kirchen                                                     | Evangelisch-Lutherische Kirche in der Republik Namibia (ELCRN)                                                           | 420.000    | Sageus ǀKeib (Bischof seit August 2019)                    |                                        |
| Evangelisch-Lutherische Kirchen                                                     | Evangelisch-Lutherische Kirche in Namibia (DELK) (ELKIN (DELK))                                                          | 4.100      | Frank Schütte (Bischof seit Januar 2025)                   | Christuskirche (Windhoek)              |
| Evangelisch-Lutherische Kirchen                                                     | Exodus Evangelisch-Lutherische Kirche in der Republik Namibia (EELCN) (seit November 2016 durch Auslösung aus der ELCRN) |            |                                                            | Kirche Rehoboth                        |
| Evangelisch-Lutherische Kirchen                                                     | Evangelische Stadtmission im Südlichen Afrika (ESSA)                                                                     |            | kein Vorsitzender                                          | kein Hauptsitz                         |
| Evangelisch-Lutherische Kirchen                                                     | Inner City Lutheran Congregation (ICLC)                                                                                  |            |                                                            | ICLC Church/Koinonia Centre (Windhoek) |
| Evangelisch-Lutherische Kirchen                                                     | Universal Church of the Kingdom of God                                                                                   |            |                                                            | ? (Windhoek)                           |
| Niederländisch-reformierte Kirche                                                   | Afrikaanse Protestante Kerk (APK)                                                                                        |            | diverse                                                    | diverse                                |
| Niederländisch-reformierte Kirche                                                   | Nederduitsch Hervormde Kerk van Afrika (NHK)                                                                             |            |                                                            | ? (Windhoek)                           |
| Niederländisch-reformierte Kirche                                                   | Nederduitse Gereformeerde Kerk (NGK)                                                                                     |            | Kiefer Pienaar (Moderator)                                 |                                        |
| Anglikanische Gemeinschaft                                                          | Anglican Church of Southern Africa                                                                                       | 64.000     | Nathaniel Ndaxuma Nakwatumbah (Bischof)                    | St.-Georgs-Kathedrale (Windhoek)       |
| Anglikanische Gemeinschaft                                                          | Reformierte Evangelisch-Anglikanische Kirche in Namibia                                                                  |            | Lukas Katenda (Bischof seit 6. Oktober 2019)               | Christuskirche (Ondangwa)              |
| Kongregationalistische Kirche                                                       | United Congregational Church of Southern Africa                                                                          | etwa 29001 |                                                            |                                        |
| Römisch-katholische Kirche                                                          | Römisch-katholische Kirche in Namibia                                                                                    | 350.000    | Liborius Ndumbukuti Nashenda (Erzbischof)                  | Marien-Kathedrale (Windhoek)           |
| Methodistische und Wesleyanische Kirchen (Wesleyanische Kirche im südlichen Afrika) | African Methodist Episcopal Church                                                                                       |            | Wilfred Messiah (Presiding Bishop) (ansässig in Südafrika) |                                        |
| Methodistische und Wesleyanische Kirchen (Wesleyanische Kirche im südlichen Afrika) | Methodist Church of Southern Africa                                                                                      |            | Ivan Manuel Abrahams (Presiding Bishop)                    | Central Methodist Church (Windhoek)    |
| Methodistische und Wesleyanische Kirchen (Wesleyanische Kirche im südlichen Afrika) | United Methodist Church                                                                                                  |            |                                                            |                                        |
| weitere christliche Kirchen                                                         | International Reformed Baptist Church                                                                                    |            |                                                            |                                        |
| weitere christliche Kirchen                                                         | Agape-Kirche |            | Cas & Laetitia Becker (Senior-Pastoren)                    |                                        |
| weitere christliche Kirchen                                                         | Koptische Kirche |            | Antonios Markos (Diözesanbischof) (ansässig in Südafrika)  |                                        |
| weitere christliche Kirchen                                                         | Neuapostolische Kirche Südliches Afrika                                                                                  | 27.000     | C. Isaacs (Bischof)                                        |                                        |
| weitere christliche Kirchen                                                         | Oruuano Protestant Unity Church                                                                                          |            | Azaria Kamburona † 26. Dezember 2014                       | (Windhoek)                             |
| weitere christliche Kirchen                                                         | Pentecostal Protestant Church                                                                                            |            | Dan Colbet (Präsident Pastor) (ansässig in Südafrika)      |                                        |
| weitere christliche Kirchen                                                         | Reformed Churches in Namibia (Gereformeerde Kerk in Namibie)                                                             | etwa 28001 |                                                            |                                        |
| weitere christliche Kirchen                                                         | Rheinische Kirche in Namibia (heute: Evangelisch-Lutherische Kirche in der Republik Namibia)                             |            |                                                            |                                        |
| weitere christliche Kirchen                                                         | Uniting Reformed Churches in Southern Africa (URCSA-VGKSA)                                                               |            | Henry Gert Platt (Moderator)                               | ? (Windhoek)                           |
| weitere christliche Kirchen                                                         | Die Christengemeinschaft                                                                                                 |            | Kine Voigts (Pastorin)                                     | Stephanus-Kirche (Windhoek)            |
| weitere christliche Kirchen                                                         | Christian Revival Church Namibia                                                                                         |            | Braam Boshoff (Senior-Pastor)                              | keine (Windhoek)                       |
| weitere christliche Kirchen                                                         | Jehovah’s Witnesses (Jehovas Zeugen)                                                                                     | 1838       |                                                            |                                        |

1 Angaben beziehen sich auf das gesamte südliche Afrika

## Fotogalerie

Neuapostolische Kirche, Windhoek
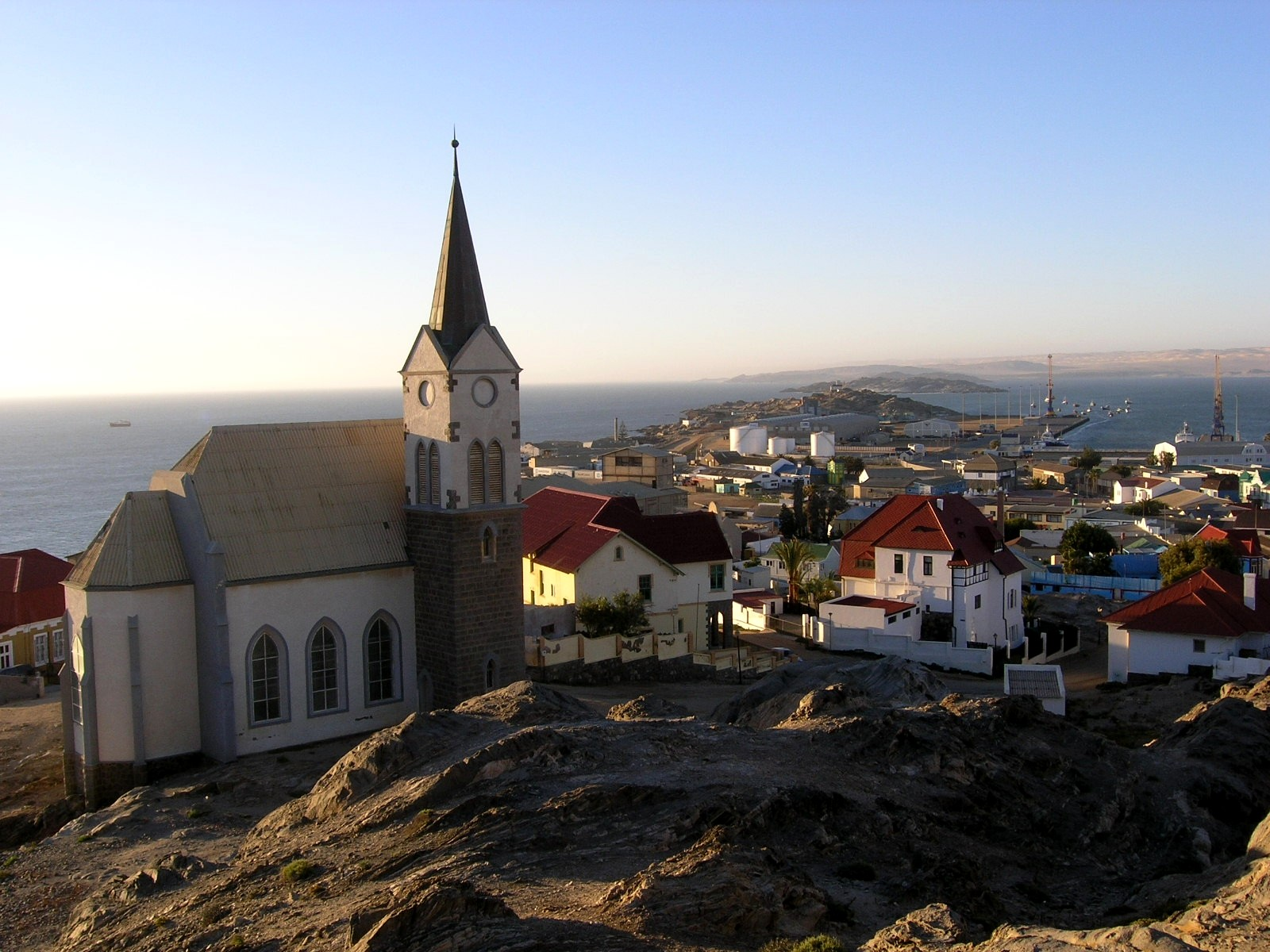
Felsenkirche, Lüderitz
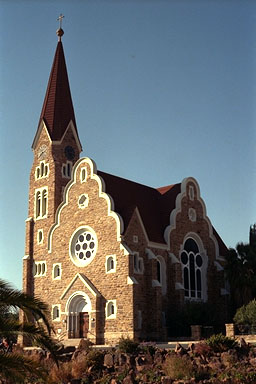
Christuskirche, Windhoek